# Liste der Bodendenkmäler in Ammerndorf
Auf dieser Seite sind die Bodendenkmäler in dem mittelfränkischen Markt Ammerndorf zusammengestellt. Diese Tabelle ist eine Teilliste der Liste der Bodendenkmäler in Bayern. Grundlage ist die Bayerische Denkmalliste, die auf Basis des Bayerischen Denkmalschutzgesetzes vom 1. Oktober 1973 erstmals erstellt wurde und seither durch das Bayerische Landesamt für Denkmalpflege geführt wird. Die folgenden Angaben ersetzen nicht die rechtsverbindliche Auskunft der Denkmalschutzbehörde.

## Bodendenkmäler der Gemeinde

### Bodendenkmäler im Ortsteil Ammerndorf
| Lage                                      | Objekt | Akten-Nr.     | Bild           |
| ----------------------------------------- | --- | ------------- | -------------- |
| Ammerndorf Steingruberstraße 4 (Standort) | Mittelalterliche und frühneuzeitliche Befunde im Bereich der Evangelisch-Lutherischen Pfarrkirche St. Peter und Paul in Ammerndorf einschließlich Kirchhof mit Körperbestattungen. | D-5-6531-0154 | weitere Bilder |